# Louis-François Raban
Pour les articles homonymes, voir Raban.
Louis-François Raban, plus connu sous le nom de plume de « comte de Barins », né le 14 décembre 1795 à Damville et mort le 27 mars 1870 à Paris, est un romancier, essayiste et pamphlétaire français.

## Biographie
Raban s’enrôla, âgé de 19 ans, dans les artilleurs, en 1814 et participa, avec l’École polytechnique, à la défense de Paris. Il suivit l’Empereur à Fontainebleau après la prise de la capitale, et fut licencié, ainsi qu’une grande partie de l’armée de la Loire. Il conserva toute sa vie la nostalgie de la grandeur de l’Empire. Vouant un culte à Napoléon, il lui consacra une biographie : Napoléon, la France, l’Angleterre, l’Europe : Histoire de Louis-Napoléon Bonaparte, président de la République française, comprenant la vie civile, politique et militaire du prince, depuis sa naissance jusqu’à ce jour (Pick, 1852).
Il se livra dès lors exclusivement aux lettres, publia un nombre considérable de romans, quelques pamphlets politiques et des compilations historiques. Doué d’une extrême facilité, il débuta, dès 1816, par la publication de quelques pamphlets politiques qui obtinrent du succès, notamment Cadet vilain (1816) et le Petit Jésuite (1826), des brochures, des biographies et des compilations historiques. Auteur prolifique, il est l’auteur de plus de 200 ouvrages écrits sous différents pseudonymes, et on a publié, sous son nom, plusieurs romans qui ne sont pas de lui.
Ce fut dans le roman qu’il chercha surtout à se faire une place : de 1819 à 1838, il parut sous son nom plus de cinquante ouvrages désavoués en partie par lui, et dont quelques-uns lui ont attiré des condamnations. comme offensants pour la morale publique. Malgré ses nombreuses publications, Raban connut la misère toute sa vie et mourut dans un extrême dénuement. Rival de Pigault-Lebrun, avec moins de verve et de gaieté, il avait autant de hardiesse dans le langage, de licence dans les tableaux et d’exagération dans la peinture des mœurs de certaines classes.

## Pseudonymes
Damville, Louis-François de Raban ; Robert Macaire ; Paul Robert ; M. Rab ; le comte Félix ; le comte Fœlix ; le comte de Barins ; Un descendant de Rivarol ; Monsieur de Barins ; Monsieur de Boissi ; Horace Raisson ; Horace Raison.